# 乳木果油

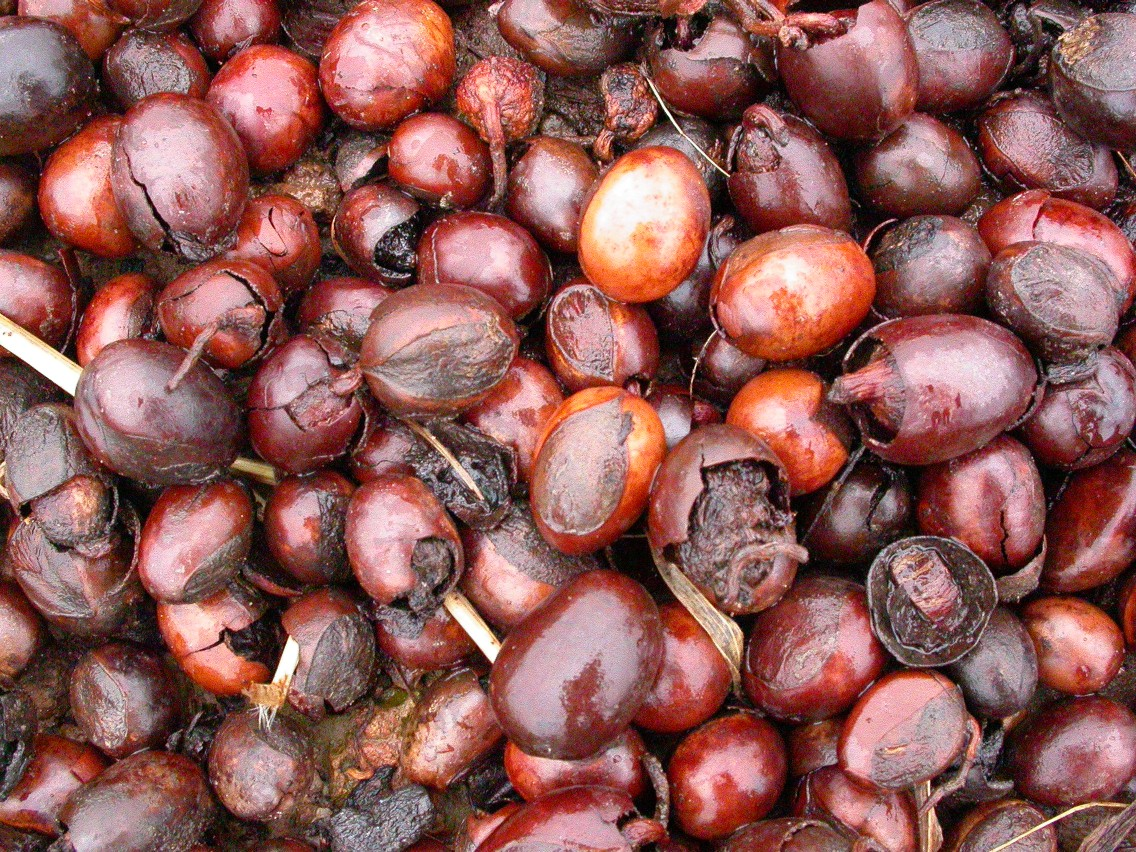
乳木果樹的種子 — 乳木果油產品的原材料。

乳木果油是由非洲特有植物乳油木(Vitellaria paradoxa) 之堅果所榨取的植物性油脂。外觀呈象牙色澤，化學成分主要由硬脂酸和油酸衍生的三酸甘油酯所構成。它被廣泛使用於化妝品當中，作為潤膚膏、藥膏或洗劑。乳木果油是可食用的，在非洲會把它用於製作食品。巧克力工業偶爾會使用乳木果油跟其他油混合作為可可脂的代替品，儘管在味道上明顯不同。
英語字詞「乳木果 (shea)」是源自馬里班巴拉語的一種樹木名稱。它有很多本地已知的名稱，例如：塞內加爾沃洛夫語的karité ，西非的一些地方會稱作ori，以及許多其他名稱。

乳木果油是一種主要由硬脂酸和油酸衍生的三酸甘油酯（脂肪）。

## 歷史
早在克婁巴特拉的埃及，有指大篷車軸承著載有化妝品用途的珍貴乳木果油的粘土罐；早期國王的葬禮床都是以乳木果樹雕刻。乳木果油的皮膚護理和治療性能於數千年前首先被利用。乳木果作為一種珍貴商品的歷史可以追溯到古埃及，乳木果油被繼續用於保護烈日下、非洲沙漠的乾燥熱風和稀樹草原環境下的頭髮和皮膚。

## 乳木果油的提取和精煉
準備未精製乳木果油的傳統方法涉及以下步驟：

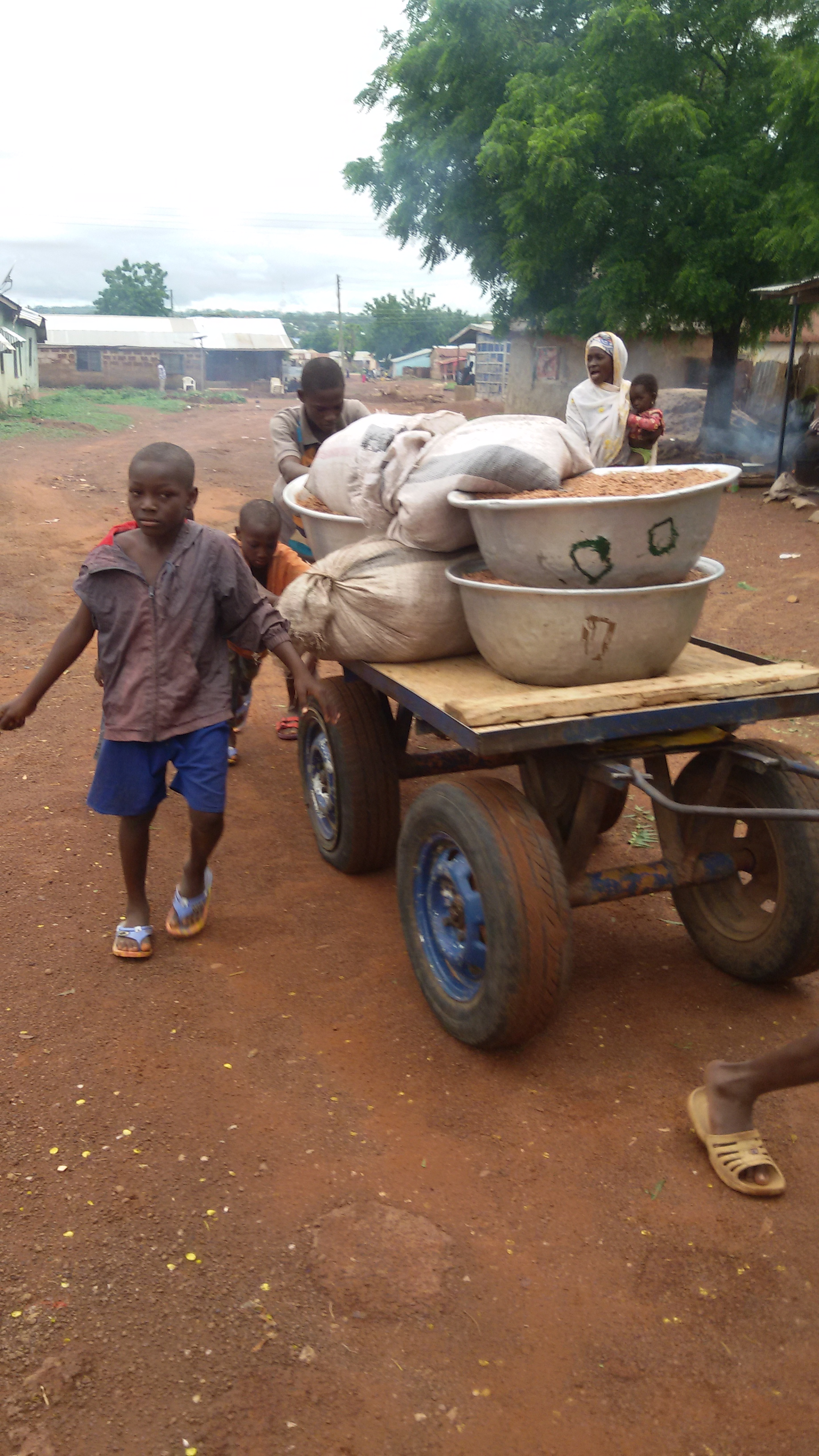
運輸被擊碎的乳木果樹堅果的童工。

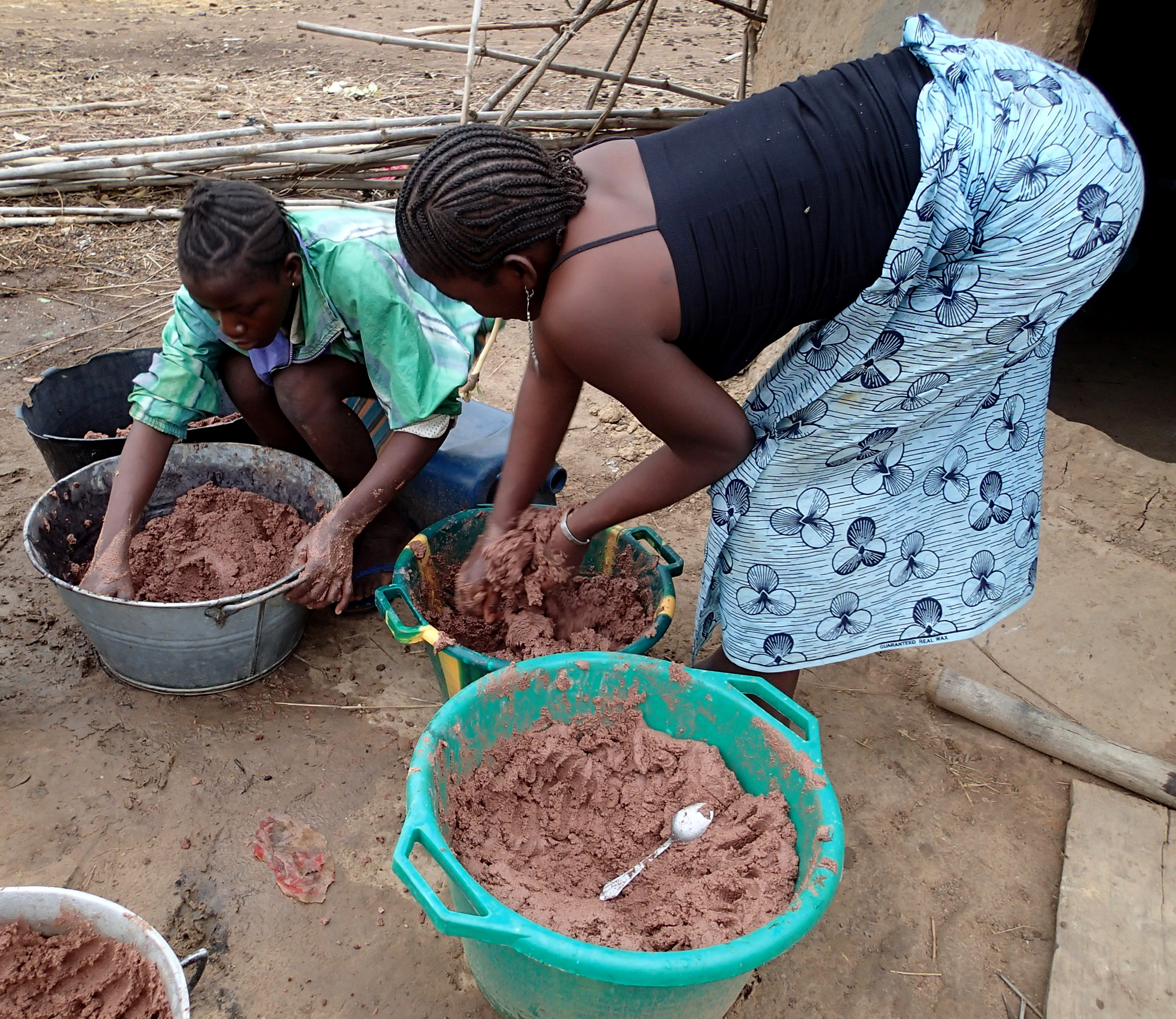
在馬里傳統製作的乳木果油。

- 分離／裂開：除去果實的外瓤，當乾的時候，乳木果油來自堅果的部分，必須與外殼分離。這是一個社會的活動，傳統上由女性長老及小女孩坐在地上，以小石擊碎外殼。
- 粉碎：為了使乳木果的堅果成為油，他們會把堅果粉碎。傳統上，這是用臼和杵做的。它需要舉起杵並研磨堅果放進臼把它粉碎，好讓可以烤焗。
- 焙燒：被擊碎的堅果置於巨大的鍋中以柴火烘焙。那些鍋必須以木槳不斷地攪拌，令乳木果油不會燃燒。那些油在烘焙的時候攪拌是很重很熱，並且是煙霧瀰漫的工作，需要在陽光下完成。這是傳統乳木果油有輕微煙味的起源。
- 研磨：經過烘焙的乳木果被磨成更光滑的糊狀物；逐漸加入水，並用手將糊狀物充分混合。
- 分離：那些糊狀物需要在大盆地用手揉捏，並逐漸加入水以幫助分離出乳木果油。當它們漂浮到頂部時，處於凝乳狀態的乳木果油會被除去，並將過量的水分擠出。那些凝乳狀態的乳木果油會置於大型開放式的盆中以慢火把它溶化。慢煮的時間會把任何剩餘的水分蒸發掉。
- 收集和塑造：此時，奶油狀或金黃色的乳木果油，用大勺舀從鍋的頂部舀出，並放在涼爽的地方使它變硬。然後將其形成為球狀。

在工業上，機械性剝殼，例如可以使用萬用堅果剝殼機。精製的乳木果油可以利用化學物提取，例如己烷或陶瓷水過濾器。

## 組成與性質
乳木果油提取是一種複合脂肪，除了許多非皂化反應的元素（其不能透過鹼的處理來完全轉化成肥皂的物質）含有以下脂肪酸：油酸 (40-60%)、硬脂酸 (20-50%)、亞油酸 (3-11%)、棕櫚酸 (2-9%), Α-亞麻酸 (<1%) 及 花生酸 (<1%)。
乳木果油能在體溫下融化。用於皮膚護理上，它能被迅速吸收進入皮膚，充當「再造脂肪」，並與水分具有良好的結合性，從而用於肌膚的維護。

## 使用

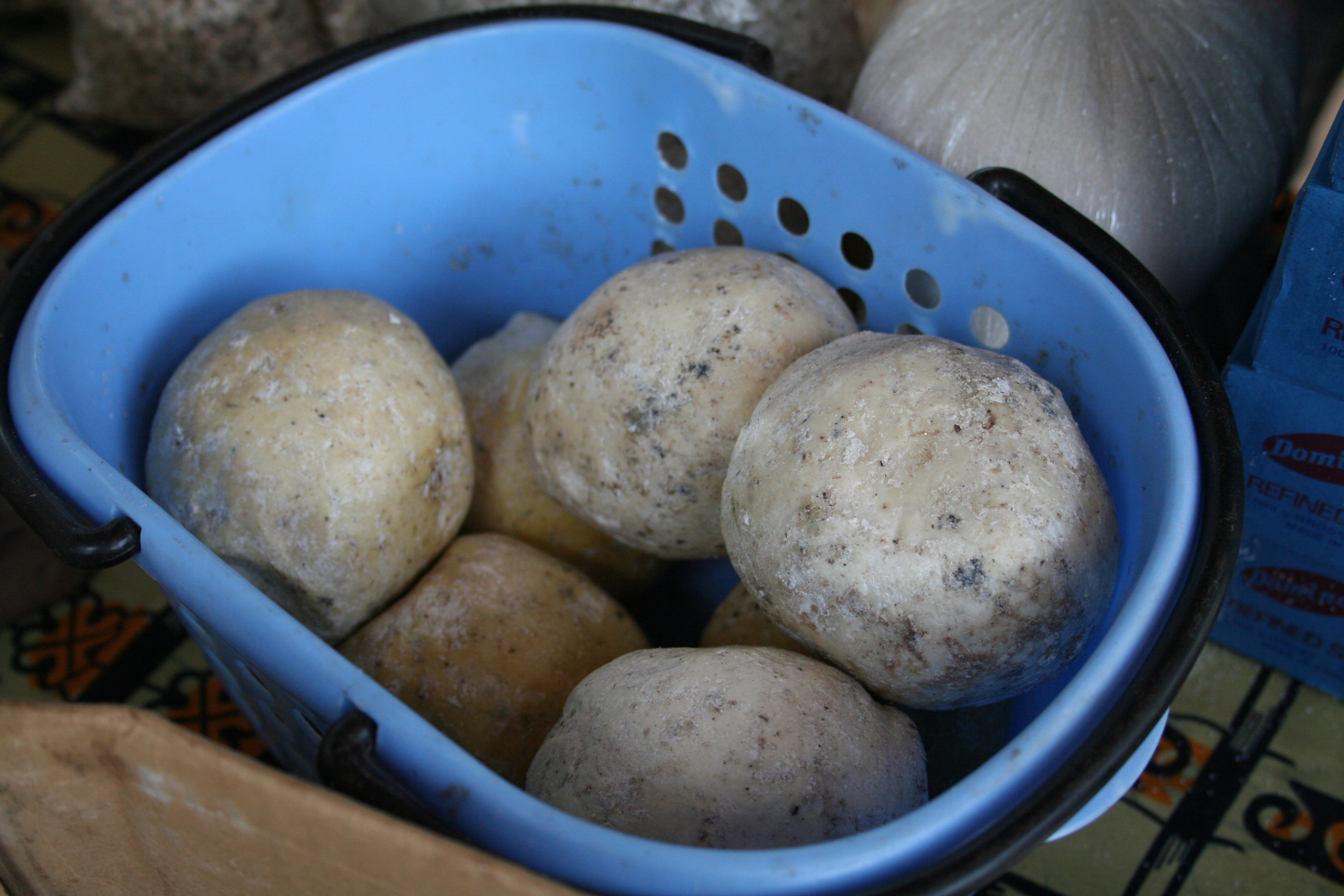
乳木果油肥皂。

乳木果油主要用於化妝品行業的皮膚及頭髮相關產品（唇彩、潤膚膏、乳濁液、乾燥和脆弱髮質的潤髮乳）。它也用於肥皂製造，特別是少量的（配方中有5-7％的油），因為它有充足的不皂化物，高劑量會軟化肥皂但有減弱清潔的能力。一些手工皂製造者會利用25%的乳木果油—與歐盟規定的最大使用量約28％，但在商業生產的肥皂中很少出現這種情況，因它對於棕櫚油或橄欖油的成本較高。它對於皮膚乾燥狀況的人來說是一種很好的潤膚膏，雖然沒有證據表明它能治癒，但它能緩和跟緊繃有關的疼痛與發癢。
在一些非洲國家例如貝寧，乳木果油是用於煮食、作為防水臘、美髮使用、臘燭製造、及作為藥用軟膏中的成分。它也被傳統非洲打擊樂器製造者用於增加木材的耐久性（例如雕刻的貝殼）沙鎚、和皮革調節帶。
在英國和其他國家，各種產品成分中含有它，例如衛生紙。

### 藥用
乳木果油有時用作外用藥物軟膏的基質。一些被分離的化學成分報稱有抗炎、潤膚和保持濕潤的性能。乳木果油已經用作防曬油使用，其某些成分具「有限的吸收紫外線輻射的能力」。
在加納，乳木果油於當地稱為 nkuto (阿坎語) 或 nku (大阿克拉地區)，在乾燥季節期間用以保護皮膚的護膚液:p.8。
在尼日利亞，乳木果油是應用於治療鼻竇炎和緩解鼻塞的問題。它能夠用以按摩發生疼痛的關節和身體的其他部位。

## 分類
美國國際開發署及其他公司 建議一個分類系統，把乳木果油分類作5個等級：
- A 級（原料或未精煉的，使用水來提取）
- B 級（經過精煉）
- C 級（高度精煉並用溶劑萃取，如己烷）
- D 級（未被污染的最低級別）
- E 級（有污染物）

A、B及C級為商業級別，原始顏色（A級）的範圍是從奶油色（如攪打奶油）至灰黃色，它有一種堅果的香氣，其他級別的會被除去。C級是純白色的。雖然精煉會影響維生素含量的水平，精製等級（如C級）的乳木果油當中有高達95%的維生素含量會於精煉過程中被除去，同時把污染等級降低至檢測不到的水平。